# Бережков, Валентин Михайлович
Валенти́н Миха́йлович Бережко́в (2 июля 1916, Петроград — 20 ноября 1998, Калифорния, США) — советский дипломат и публицист; иногда привлекался в качестве переводчика И. В. Сталина в годы Второй мировой войны; позже — историк, писатель-мемуарист. Доктор исторических наук (1986). Профессор Калифорнийского университета (США). Член Союза советских писателей.

## Биография
Родился в семье инженера-кораблестроителя, выпускника Петербургского политехнического института, происходившего из семьи черниговского учителя. Его отец дослужился до старшего инженера Путиловской судостроительной верфи. Мать, врач-педиатр, работала в детских больницах Петербурга—Петрограда.
Из-за красного террора и опасности для жизни в годы революции и Гражданской войны семья вынуждена была уехать из Петрограда на Украину в Киев, где отец работал главным инженером завода «Большевик», а затем «Ленинская кузница». В 1924—1930 годах Бережков учился в немецкой школе Киева. После окончания школы работал электромонтёром на заводе «Большевик» и одновременно учился на вечерних курсах иностранных языков. В течение двух лет прошёл трёхлетний курс немецкого и английского языков.
В 1931 году поступил на вечернее отделение Киевского политехнического института, совмещая учёбу с работой гида «Интуриста», а затем техника в конструкторском бюро завода «Ленинская кузница». В 1934—1935 годах работал гидом в киевском «Интуристе».
В 1938 году окончил Киевский политехнический институт по специальности «инженер-технолог» и был направлен на киевский завод «Арсенал» (завод Народного комиссариата вооружения СССР № 393).
После этого был призван на срочную службу в Тихоокеанский флот. В штабе флота во Владивостоке вёл занятия по иностранным языкам, был замечен руководством и в 1939 году направлен в Москву. Некоторое время работал в качестве переводчика в занятой войсками Красной Армии Западной Украине.
В качестве переводчика закупочной комиссии по приобретению военных кораблей от Наркомата внешней торговли СССР попал в Германию на заводы Густава Круппа. Вскоре получил назначение в наркомат иностранных дел СССР (НКИД), где работал помощником В. М. Молотова, в качестве переводчика принимал участие в подготовке и подписании Пакта Молотова — Риббентропа.
В 1940—1941 годах — первый секретарь советского посольства в Берлине. После начала войны с Германией занимался эвакуацией посольства, в конце июля 1941 года, вернулся в Москву. Работал в центральном аппарате НКИД в ранге советника, был помощником Молотова по советско-американским отношениям. Участвовал в переговорах Черчилля, Идена, а также Гопкинса, Гарримана со Сталиным и другими членами советского руководства. По собственным воспоминаниям, «впервые увидел Сталина в конце сентября 1941 года на позднем обеде в Кремле, устроенном в честь миссии Бивербрука — Гарримана».
Пиком переводческой карьеры Бережкова стало участие в Тегеранской конференции в 1943 году.

В тот момент, когда в 1943 году переводчик Сталина Валентин Бережков во время обеда на конференции в Тегеране сунул в рот кусок бифштекса, заговорил Черчилль, но Валентин не мог произнести ни слова. «Вас сюда не есть позвали», — пробурчал Сталин ему в ухо.
— Из интервью с В. Я. Факовым
Во время войны родители Бережкова не эвакуировались из Киева и оставались в оккупации (см. также раздел «Семья» ниже). Бережков ничего не знал об их судьбе. После освобождения Киева в ноябре 1943 он попытался их разыскать, но безуспешно. У органов НКВД возникли подозрения, что его родители эвакуировались вместе с отступающими немецкими войсками на Запад. В связи с этим в начале 1945 года Бережков был уволен из Народного комиссариата иностранных дел, но поскольку неопровержимых доказательств эмиграции его родителей не было, а также благодаря ходатайству Молотова, он остался на ответственной работе.

## Послевоенный период
С января 1945 года Бережков работал в журнале «Война и рабочий класс» (впоследствии популярный журнал «Новое время»), печатался под псевдонимом «Богданов». После смерти Сталина был реабилитирован[прояснить] и возвращён в МИД.
В 1970-е годы возглавлял редакцию журнала «США — экономика, политика, идеология». Вышедшая в 1971 году книга «Тегеран-43», в которой он первым рассказал много неизвестного из истории Тегеранской конференции, сразу же стала бестселлером. В 1980 году о детективных событиях вокруг попытки немецкой разведки похитить на конференции «Большую тройку» был снят советский художественный фильм «Тегеран-43», заимствовавший ряд фактов и название книги Бережкова.
В 1973 году в Институте США АН СССР защитил в виде доклада по совокупности работ диссертацию на соискание учёной степени кандидата исторических наук «Дипломатическая борьба Советского Союза в годы Второй мировой войны и советско-американские переговоры о послевоенном устройстве» (специальность 07.00.05 — История международных отношений и внешней политики)
В 1979—1983 годах работал первым секретарём советского посольства в Вашингтоне. Одновременно читал лекции по истории международных отношений.
В 1986 году защитил диссертацию на соискание учёной степени доктора исторических наук по теме «Противоборство по основным проблемам ведения войны и послевоенного урегулирования в советско-американских отношениях в годы Второй мировой войны».
Работал главным редактором журнала «Новое время», представителем Института США и Канады АН СССР при советском посольстве в США.
С 1992 года преподавал в Монтерейском институте международных исследований в Калифорнии, США.
Умер 24 ноября 1998 года в Калифорнии. Похоронен на Ваганьковском кладбище в Москве.

## Семья
Как выяснилось впоследствии, родители В. Бережкова, сменив фамилию на девичью фамилию матери — Титова, в 1943 году действительно выехали в Германию с помощью товарища Бережкова по немецкой школе Киева. После окончания войны они перебрались в США — в Калифорнию, где получили американское гражданство. Отец умер в начале 1950-х годов, с матерью Валентин Михайлович встретился в 1969 году в Швейцарии.
- В первом бракe с Галиной Бережковой родилось двое сыновей.
- От второго брака с Валерией Михайловной Бережковой (8.05.1938 — 22.08.2013) — сын Андрей (1967—1993), предприниматель. В 1983 году в подростковом возрасте попросил политическое убежище в США, однако после беседы с отцом вернулся вместе с родителями в СССР. Был убит 17 августа 1993 года в Москве другом детства и одноклассником Александром Шуменковым в своём офисе на Университетском проспекте, после чего Шуменков застрелился сам.

## Критика
Историк Александр Филиппов проанализировал ряд эпизодов, описанных в книге Бережкова, сверив их с журналом посещений И. Сталина и мемуарной литературой. Он пришёл к выводу, что Бережков даже не присутствовал на встречах, которые описывал, а в ряде случаев пересказывал «байки 1970-х годов». Филиппов дал следующую оценку:

Манера изложения В. М. Бережкова смешивает сведения из документов, его личные наблюдения, более поздние (зачастую недостоверные) сведения из вторых и третьих рук и современные (на момент написания) суждения автора.

Также в одной из своих книг Бережков рассказывает о том, что генеральный консул СССР в Урумчи Гарегин Апресов был якобы убит по приказу Сталина путем организации автокатастрофы в Абхазии. Между тем, хорошо известно, что Апресов в действительности был репрессирован в 1937 году, а затем расстрелян в 1941 году.

## Основные работы
- Бережков В. М. Обманутое поколение: положение трудящейся молодёжи в Англии. — М.: Молодая гвардия, 1952. — 95 с.
- Бережков В. М. С дипломатической миссией в Берлин: 1940—1941 гг. — М.: АПН, 1967.
- Бережков В. М. Тегеран, 1943: На конференции Большой тройки и в кулуарах. — М.: АПН, 1971.
- Бережков В. М. Годы дипломатической службы. — М., 1972.
- Бережков В. М. Рождение коалиции. — М.: Международные отношения, 1975. — 248 с.
- Бережков В. М. Путь к Потсдаму. — М., 1975.
- Бережков В. М. Страницы дипломатической истории. — 4-е изд.. — М.: Международные отношения, 1987. — 616 с. — 130 000 экз.
- Бережков В. М. Я мог убить Сталина // Вестник. — 1998. — 9 июня. — № 12(193). Архивная копия от 4 октября 1999 на Wayback Machine
- Бережков В. М. Как я стал переводчиком Сталина. — М.: ДЭМ, 1993.
- Статьи и очерки, в том числе: «Сталин и Рузвельт» (Родина. — 1992. — № 11—12) и другие.

## Награды
- орден Трудового Красного Знамени (20.08.1986)
- орден Дружбы народов
- орден Красной Звезды (03.11.1944)
- медали
- премия имени В. В. Воровского (1976)[11].